# Бил, Джессика
Дже́ссика Клэр Ти́мберлейк (англ. Jessica Claire Timberlake), более известная как Дже́ссика Бил (англ. Jessica Biel; род. 3 марта 1982, Или, Миннесота, США) — американская актриса, модель и певица.

## Юность
Родилась в небольшом американском городке Или, штат Миннесота в семье предпринимателя Джонатана Эдварда Била и Кимберли Бил (урожд. Конроу). Тремя годами позже в семье родился сын Джастин. За время своего детства Джессика с семьёй пожила в Техасе, Коннектикуте и Вудстоке (Иллинойс). В конце концов семья осела в Боулдере (Колорадо).
Её прадед по отцовской линии был сыном венгерско-еврейских иммигрантов, о которых она узнала в шоу «Родословная семьи». Она также имеет немецкое, французское, английское и скандинавское происхождение. Её младший брат, Джастин, запустил линию экоаксессуаров BARE. В детстве Бил играла в футбол и занималась гимнастикой. С 2000 по 2002 год она училась в Университете Тафтса в Медфорде, штат Массачусетс.

## Карьера
Первоначально Джессика училась пению и даже участвовала в нескольких городских музыкальных проектах, выступая в главных ролях в таких мюзиклах как «Энни», «Звуки музыки», «Красавица и Чудовище». В 12 лет участвовала в конференции Международной Ассоциации моделей и талантов (англ. The International Modeling and Talent Association), где была замечена и приглашена модельным агентством. С этого времени Джессика стала моделью для печатной рекламы и стала появляться в рекламных роликах (включая марки Deluxe Paint и Pringles).
В то же время Бил сыграла одну из главных ролей в малобюджетном мюзикле «Это цифровой мир» (англ. It's a Digital World), который, однако, на экраны не вышел.
В 14 лет, после неудачных кинопроб в несколько телевизионных проектов, была утверждена на роль старшей дочери в семейной драме «Седьмое небо» (англ. 7th Heaven), которую планировалось показывать на телеканале «FOX», однако телесериал вышел в 1996 году в телевизионной сети «Warner Brothers», продержался одиннадцать лет и стал самой долгой семейной драмой в истории телевидения, получившей также самые высокие рейтинги на канале.
Первой ролью в кино стала роль бунтарки-гота Кейси Джэксон, внучки Питера Фонды, в критически принятой драме «Золото Ули» (англ. Ulee's Gold, 1997). Эта роль принесла ей премию Young Artist Award.

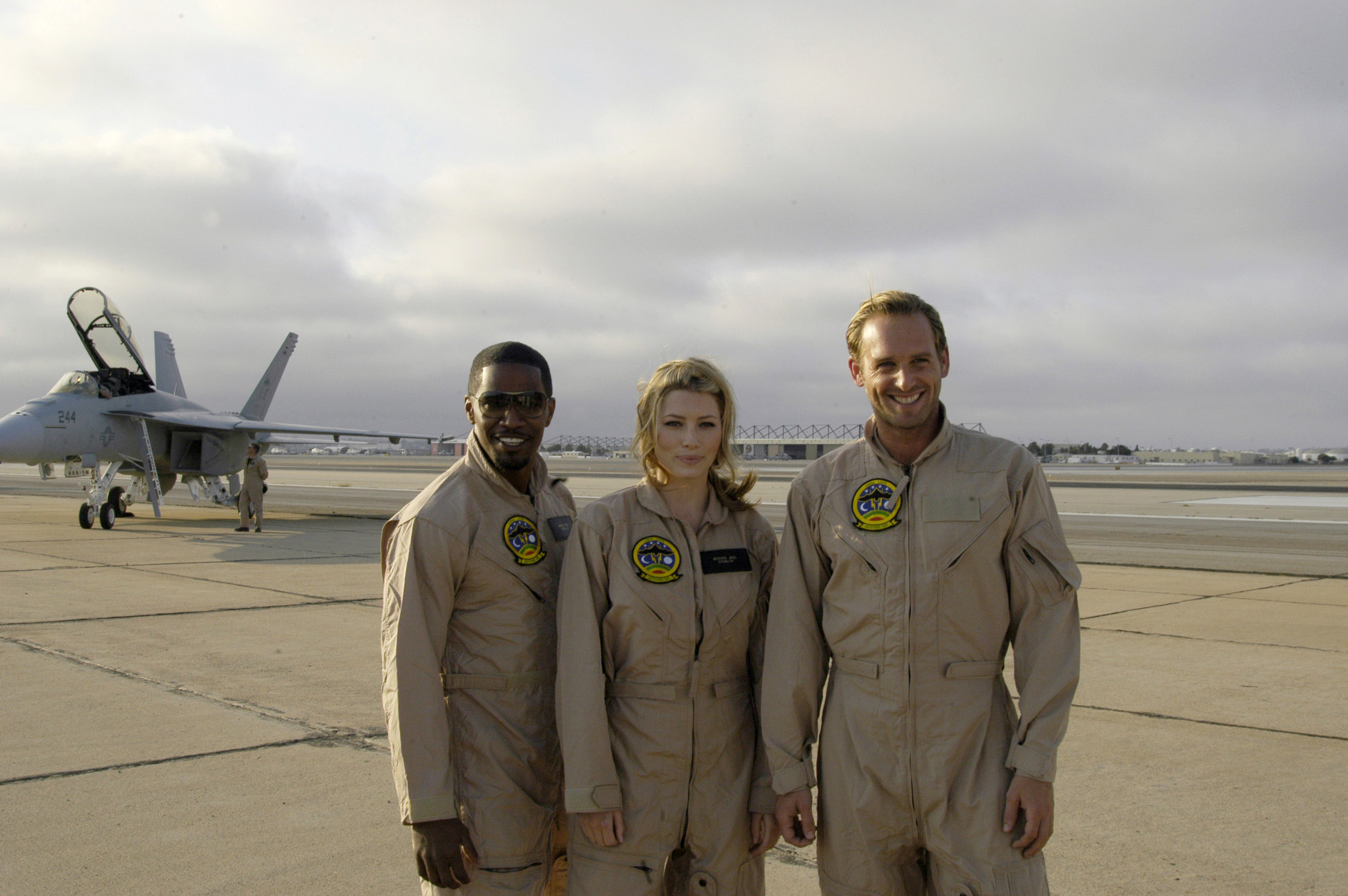
Джейми Фокс, Джессика Бил и Джош Лукас в рамках промоакции фильма «Стелс», 17 июля 2005 года

В 2000 году после неудачной кинопробы на роль в фильме «Красота по-американски» Джессика заявила, что устала от роли «правильной» дочки священника. После этого она снялась полуобнажённой для обложки журнала «Gear», что вызвало протест у поклонников и продюсеров телесериала «Седьмое небо», однако продюсер Аарон Спеллинг дал понять, что разрывать контракт с Бил не намерен. Тем не менее в последующих сериях Джессика практически не появлялась, что связано (по сюжету) с учёбой в колледже в другом штате. В настоящее время Джессика сожалеет о случае с журналом, однако считает это полезным жизненным опытом.
Прорывом для Джессики стала роль Софи, возлюбленной героя Эдварда Нортона в «Иллюзионисте» (реж. Нил Бёргер, 2006), за которую она получила две премии.
Была партнёршей Николаса Кейджа по фильму «Пророк» (2007). 8 сентября 2008 года участвовала в международной премьере фильма «Лёгкое поведение» на Международном кинофестивале в Торонто, в котором снялась вместе с Беном Барнсом, Кристин Скотт Томас и Колином Фертом.
В 2009 году Бил озвучила анимационный научно-фантастический фильм «Планета 51». Она исполнила роль Сары Браун с филармонией Лос-Анджелеса в полностью поставленной концертной постановке «Парни и куколки». В последний вечер она получила бурные овации от 17 000 человек. Впоследствии получила роль в двухнедельном семинаре театра Линкольн-центр по музыкальной версии фильма Педро Альмодовара «Женщины на грани нервного срыва» вместе с Сальмой Хайек.

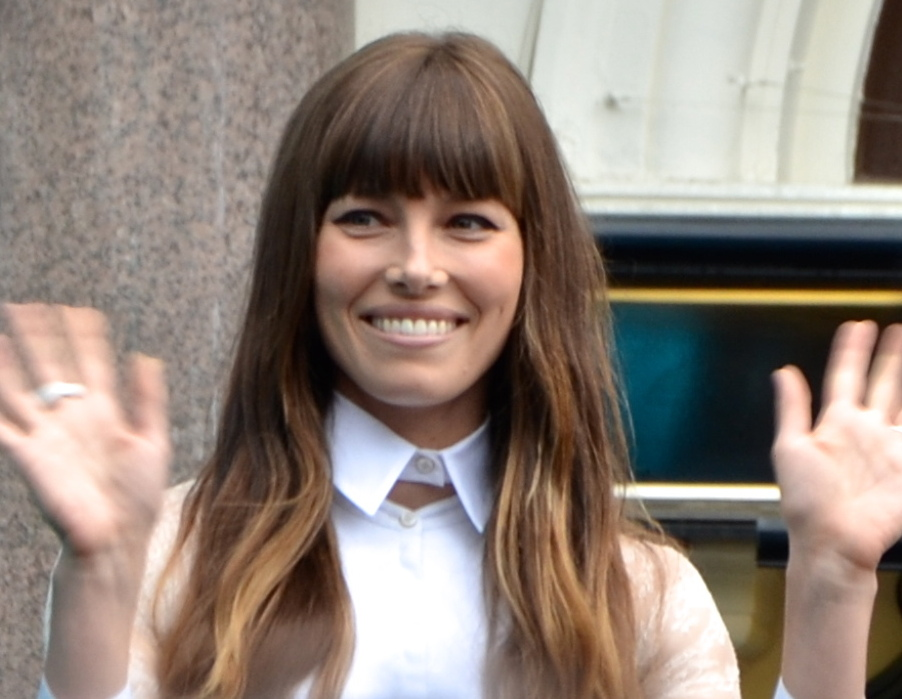
Бил на Лестер-сквер в Лондоне (2012)

В 2010 году Джессика вошла в актёрский состав фильма «День святого Валентина» и «Команда-А». В 2011 году она появилась в фильме «Старый Новый год», режиссёра Гарри Маршалла. Она сыграла актрису Веру Майлз в биографическом фильме «Хичкок», основанном на книге Стивена Ребелло «Альфред Хичкок и создание "Психо"». Она также появилась в фильме «Мужчина нарасхват» с Джерардом Батлером.
Она также снялась в фильмах: «Эмануэль и правда о рыбах», «Родная кровь», «Ловушка», «Книга любви». В 2017 году Бил сыграла главную роль в первом сезоне сериала «Грешница».

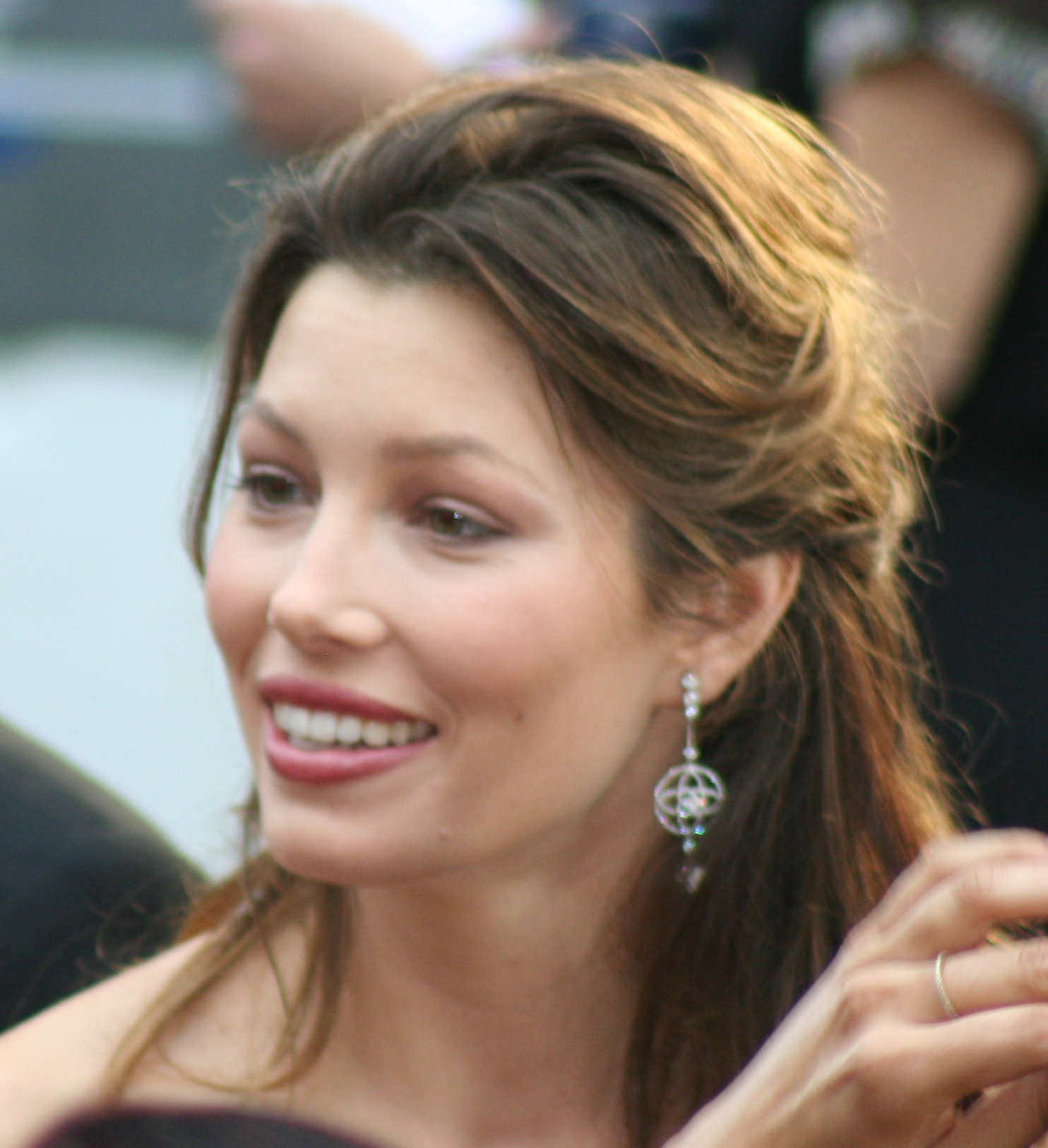

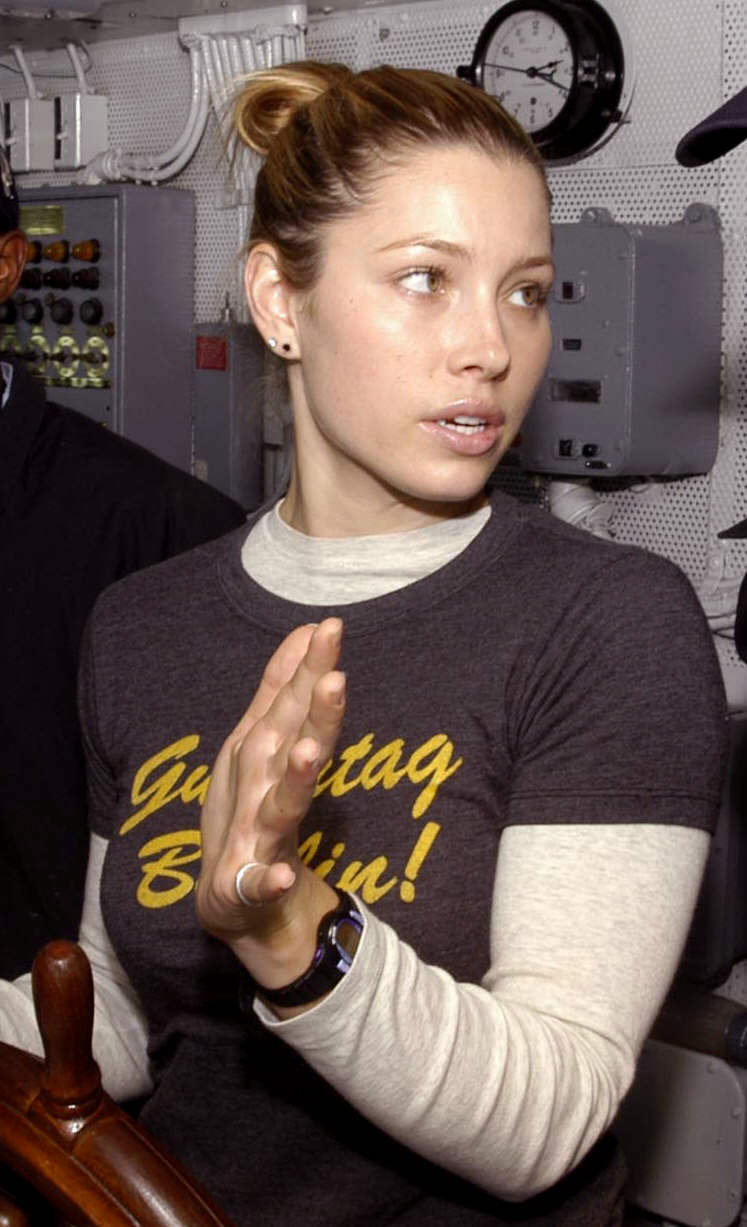

## Личная жизнь
С 1998 по 2001 год Бил состояла в отношениях с актёром Адамом Лаворной. С 2001 по 2006 год она встречалась с актёром Крисом Эвансом.
С 19 октября 2012 года Джессика замужем за музыкантом и актёром Джастином Тимберлейком, с которым она встречалась 5 лет до их свадьбы. В сентябре 2013 года Бил официально взяла фамилию мужа, но продолжила сниматься в фильмах под своей девичьей фамилией. У супругов есть два сына — Сайлас Рэндалл Тимберлейк (род. 08.04.2015) и Финеас Тимберлейк (род. сентябрь 2020).

## Фильмография
| Год       |     | Русское название              | Оригинальное название              | Роль                      |
| --------- | --- | ----------------------------- | ---------------------------------- | ------------------------- |
| 1994      | ф   | —                             | It’s a Digital World               | Регреттал                 |
| 1997      | ф   | Золото Ули                    | Ulee’s Gold                        | Кейси Джэксон             |
| 1998      | ф   | Я буду дома к Рождеству       | I’ll Be Home for Christmas         | Элли                      |
| 2001      | ф   | Летние игры                   | Summer Catch                       | Тенли Пэрриш              |
| 2002      | ф   | Правила секса                 | The Rules of Attraction            | Лара Холлеран             |
| 2003      | ф   | Техасская резня бензопилой    | The Texas Chainsaw Massacre        | Эрин                      |
| 2004      | ф   | Сотовый                       | Cellular                           | Хлои                      |
| 2004      | ф   | Блэйд: Троица                 | Blade: Trinity                     | Эбигейл Уистлер           |
| 2004      | мс  | Джонни Браво                  | Johnny Bravo                       | Джессика Бил              |
| 2005      | мс  | Гриффины                      | Family Guy                         | Брук                      |
| 2005      | ф   | Стелс                         | Stealth                            | лейтенант Кара Уэйд       |
| 2005      | ф   | Лондон                        | London                             | Лондон                    |
| 2005      | ф   | Элизабеттаун                  | Elizabethtown                      | Эллен Кишмор              |
| 2006      | ф   | Иллюзионист                   | The Illusionist                    | Софи                      |
| 1996—2006 | с   | Седьмое небо                  | 7th Heaven                         | Мэри Кэмден / Мэри Ривера |
| 2006      | ф   | Дом храбрых                   | Home of the Brave                  | Ванесса Прайс             |
| 2007      | ф   | Пророк                        | Next                               | Лиз Купер                 |
| 2007      | ф   | Чак и Ларри: Пожарная свадьба | I Now Pronounce You Chuck & Larry  | Алекс Макдоноу            |
| 2008      | кор | Дыра в бумажном небе          | Hole in the Paper Sky              | Карен Уоткинс             |
| 2008      | ф   | Лёгкое поведение              | Easy Virtue                        | Ларита Уиттейкер          |
| 2009      | ф   | Окись                         | Powder Blue                        | Роуз-Джонни               |
| 2009      | с   | Saturday Night Live           | Saturday Night Live                | Джессика Рэббит           |
| 2009      | мф  | Планета 51                    | Planet 51                          | Нира                      |
| 2010      | ф   | День Святого Валентина        | Valentine’s Day                    | Кара Монахан              |
| 2010      | ф   | Команда-А                     | The A-Team                         | лейтенант Карисса Соса    |
| 2011      | ф   | Старый Новый год              | New Year's Eve                     | Тесс                      |
| 2012      | ф   | Верзила                       | The Tall Man                       | Джулия                    |
| 2012      | ф   | Вспомнить всё                 | Total Recall                       | Мелина                    |
| 2012      | ф   | Хичкок                        | Hitchcock                          | Вера Майлз                |
| 2012      | ф   | Мужчина нарасхват             | Playing for Keeps                  | Стейси                    |
| 2013      | ф   | Эмануэль и правда о рыбах     | Emanuel and the Truth about Fishes | Линда                     |
| 2015      | ф   | Любовная загвоздка            | Accidental Love                    | Элис Экл                  |
| 2015      | ф   | Родная кровь                  | Bleeding Heart                     | Мэй                       |
| 2016      | мс  | Конь БоДжек                   | BoJack Horseman                    | Джессика Бил              |
| 2016      | ф   | Ловушка                       | A Kind of Murder                   | Клара Стэкхаус            |
| 2016      | ф   | Книга любви                   | The Book of Love                   | Пенни                     |
| 2017      | с   | Грешница                      | The Sinner                         | Кора Танетти              |
| 2017      | ф   | Шок и трепет                  | Shock and Awe                      | Лиза                      |
| 2019      | с   | Лаймтаун                      | Limetown                           | Лиа Хэддок                |
| 2022      | с   | Кэнди                         | Candy                              | Кэнди Монтгомери          |
| 2025      | с   | Лучшая сестра                 | The Better Sister                  | Хлои                      |
| 2026      | ф   | Matchbox                      | Matchbox                           |                           |

## Видеоклипы
- 2001 — клип на песню «Fly Away from Here» группы Aerosmith.